# قبة المحيط

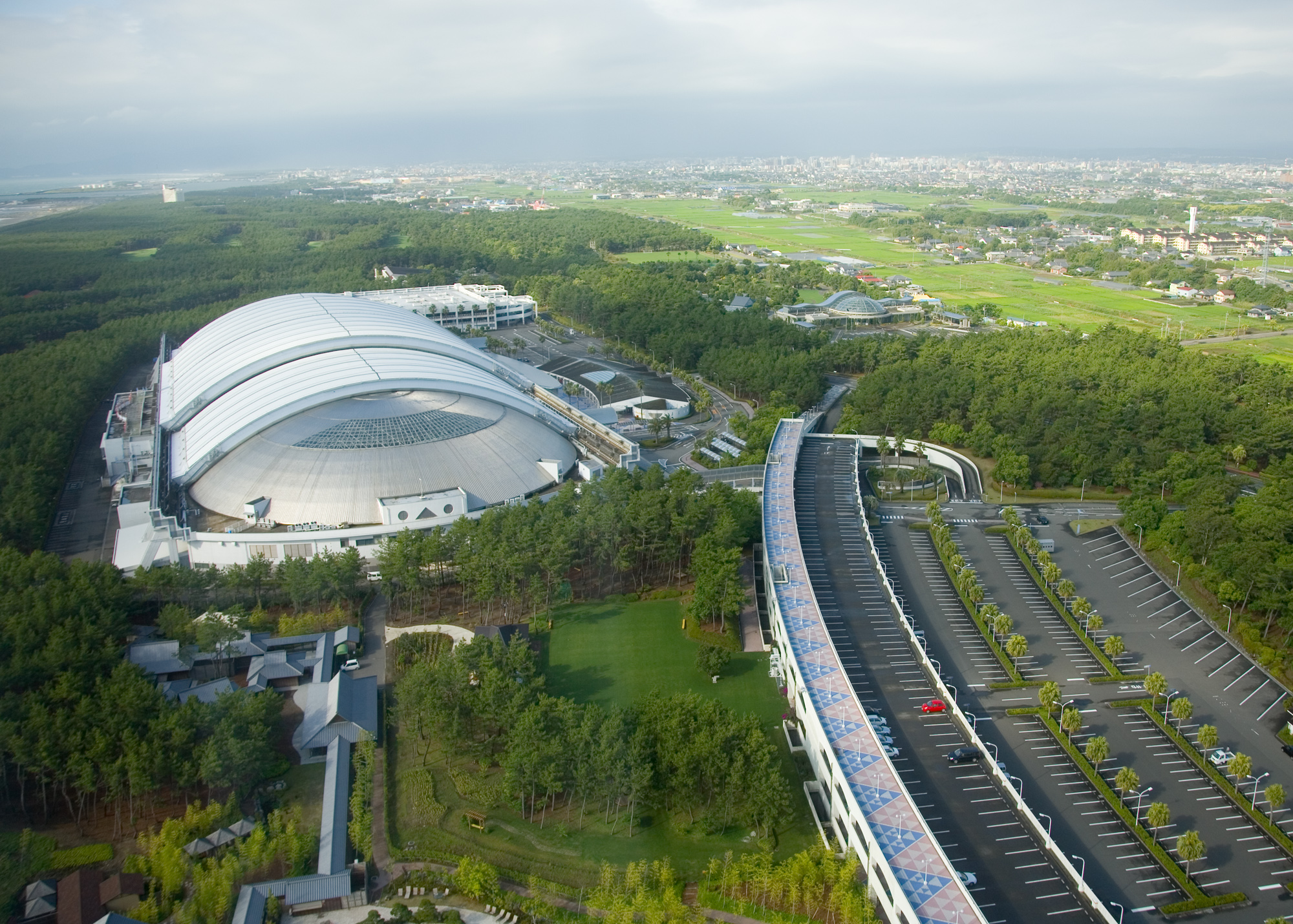
منظر خارجي لقبة المحيط

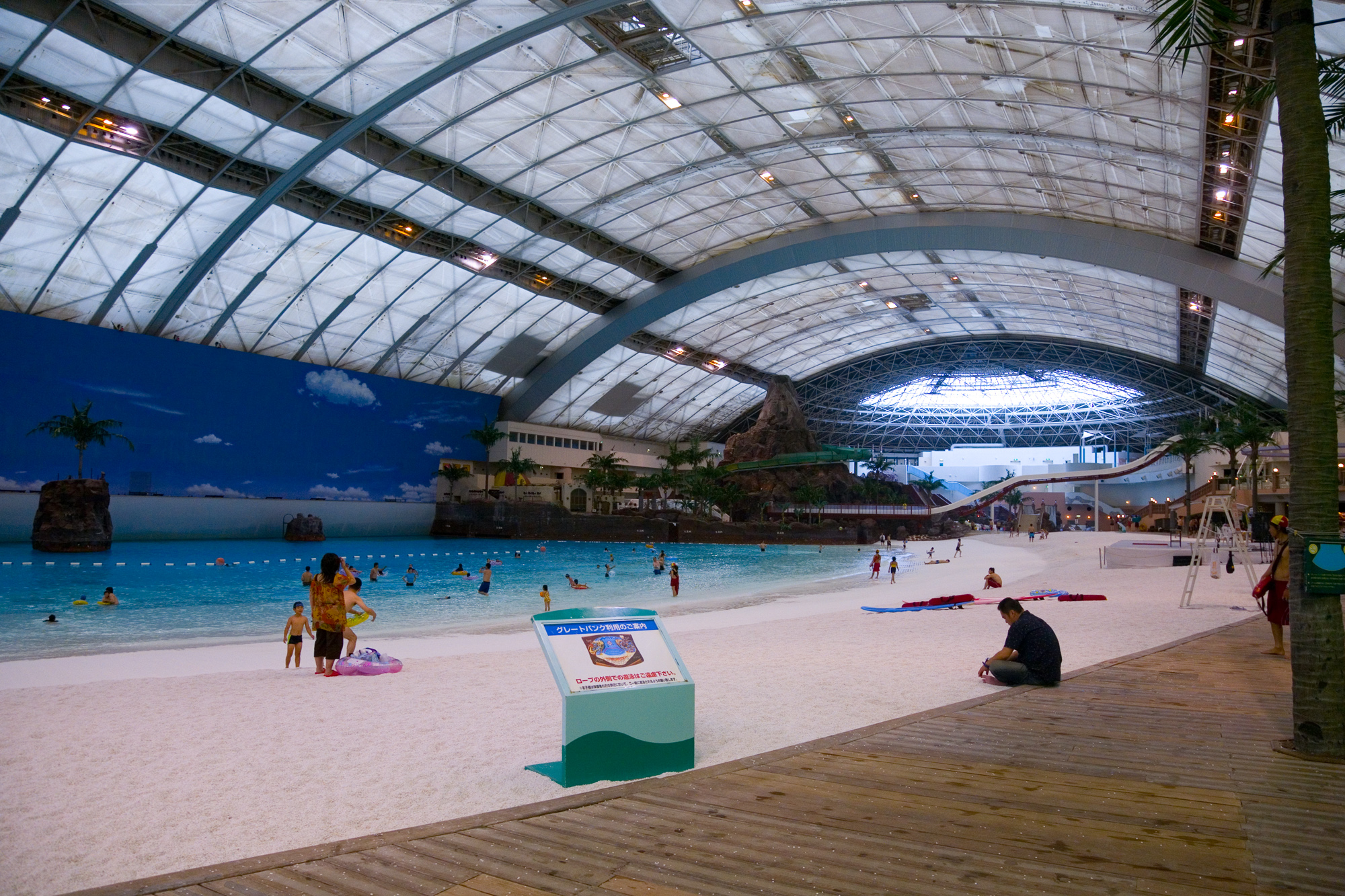
منظر داخلي لقبة المحيط

قبة المحيط (بالفرنسية:Ocean Dome) وتقع في ميازاكي في اليابان و هي أكبر حديقة مائية داخلية في العالم. هي جزء من منتجع شيراتون صياغايا، و يبلغ طولها 300 مترا و عرضا 100 متر، و لذلك هي مدرجة في موسوعة غينيس للأرقام القياسية.

و تحتوي هذه القبة مثلا على فوهة بركان و رمل اصطناعي و أشجار نخيل اصطناعية و سقف كبير قابل للسحب و الذي يوفر بشكل دائم منظر السماء الزرقاء حتى في الأيام الممطرة و الغائمة.
و كذلك دائما يوفر للسياح درجة حرارة مناسبة حوالي 30 درجة مئوية في الهواء و 28 في المياه و أما البركان فهو ينشط كل 15 دقيقة و ينفث النار في كل ساعة إضافة إلى موجات اصطناعية لتمتع السياح بها.

## وصلات خارجية
- الموقع الرسمي للقبة.
- صورة بالقمر الاصطناعي لقبة المحيط.